# Asperula cynanchica
Aasperula cynanchica es una planta perenne de la familia Rubiaceae que crece en prados, suelos arenosos y calcáreos. Las flores son pequeñas y pueden ser de color rosa o blanco. Es originaria de Europa. 

## Descripción
Es una hierba perenne de base leñosa y tallos finos. Tiene las hojas opuestas, finas y lineares. Las flores son blanquecinas con una corola de 2-4 mm, de pétalos soldados, que tiene forma de corto embudo y se abre en el extremo en 4 lóbulos, simétricos que son más cortos que el tubo.

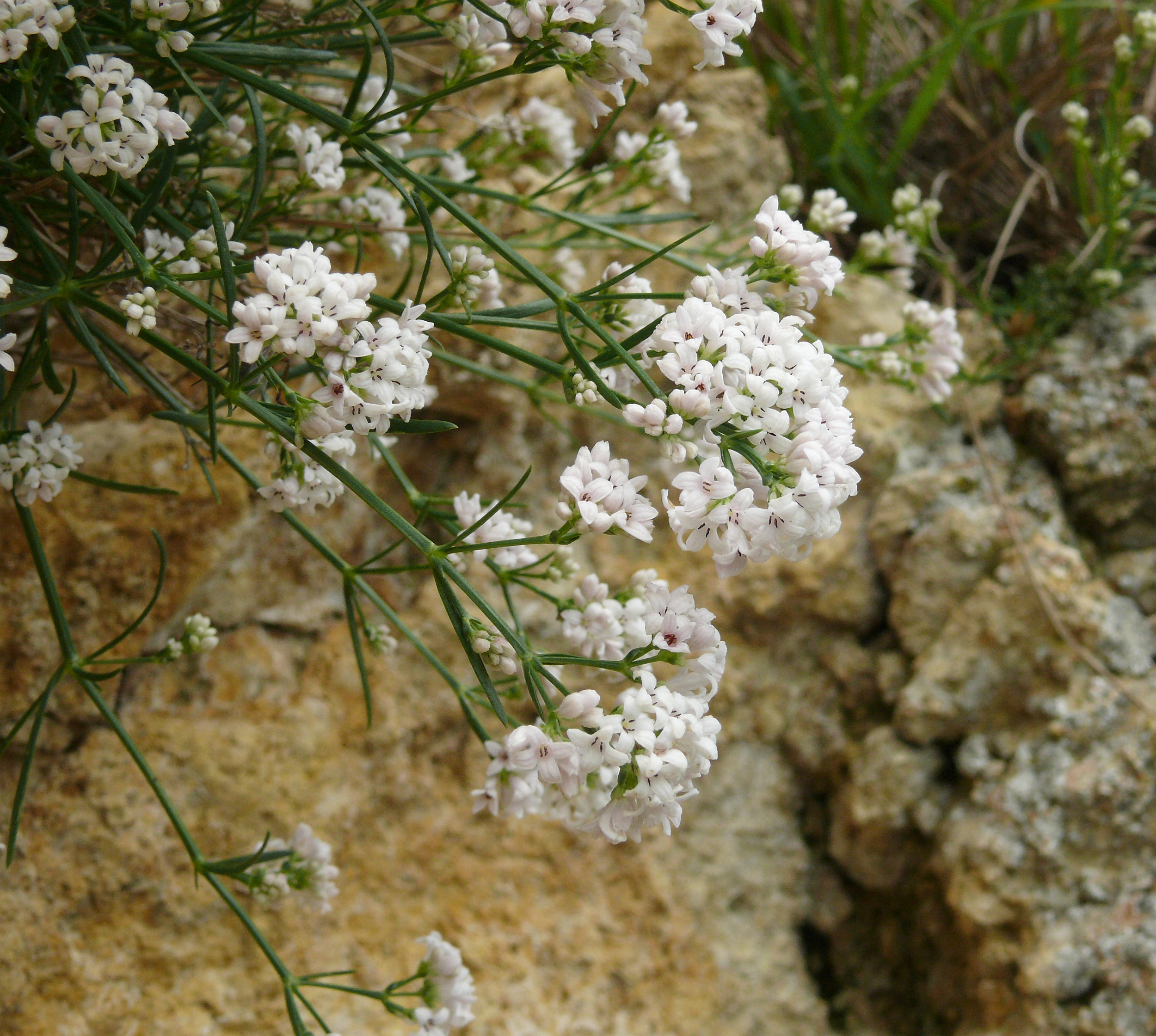
Inflorescencia

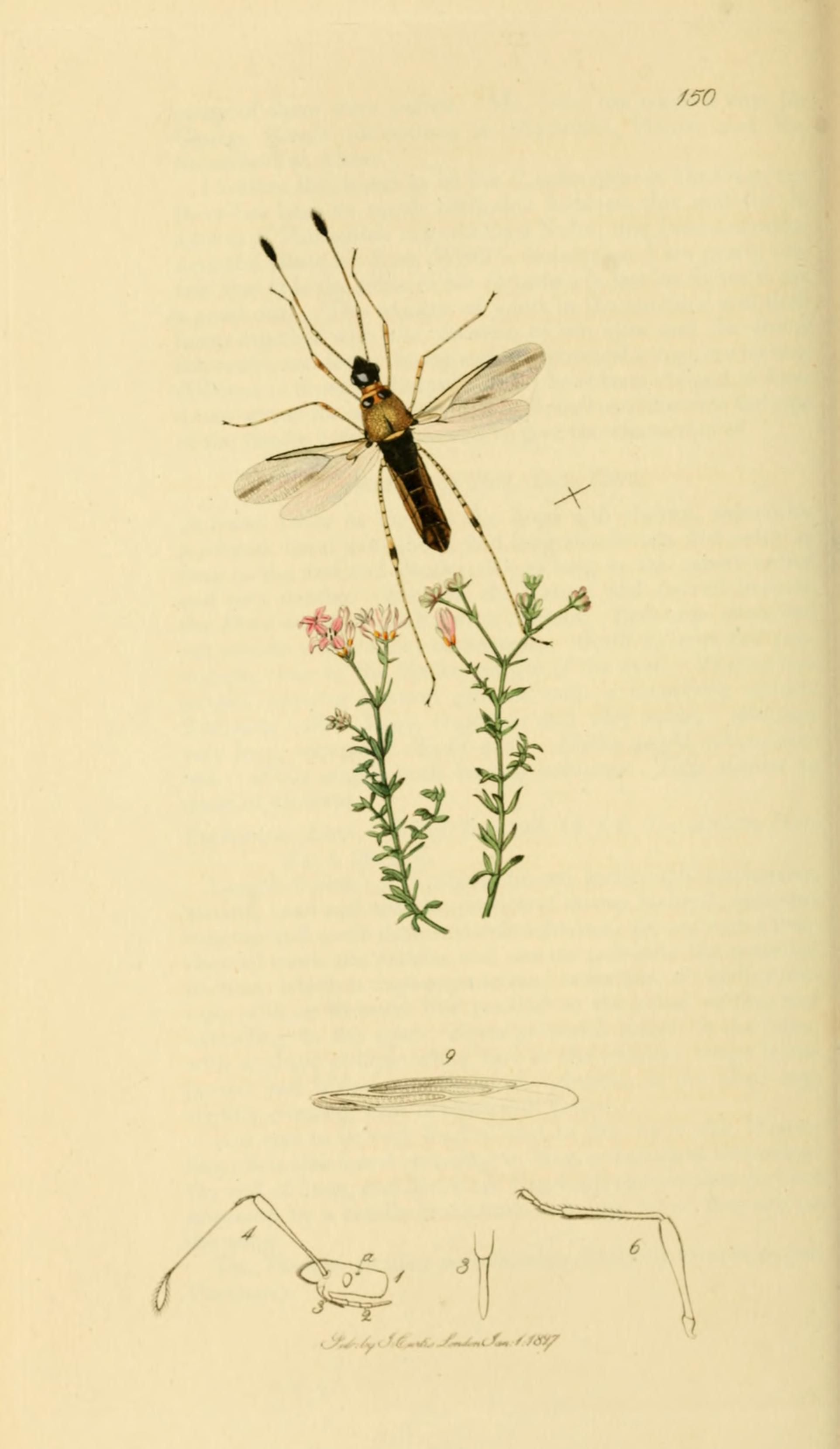
Ilustración

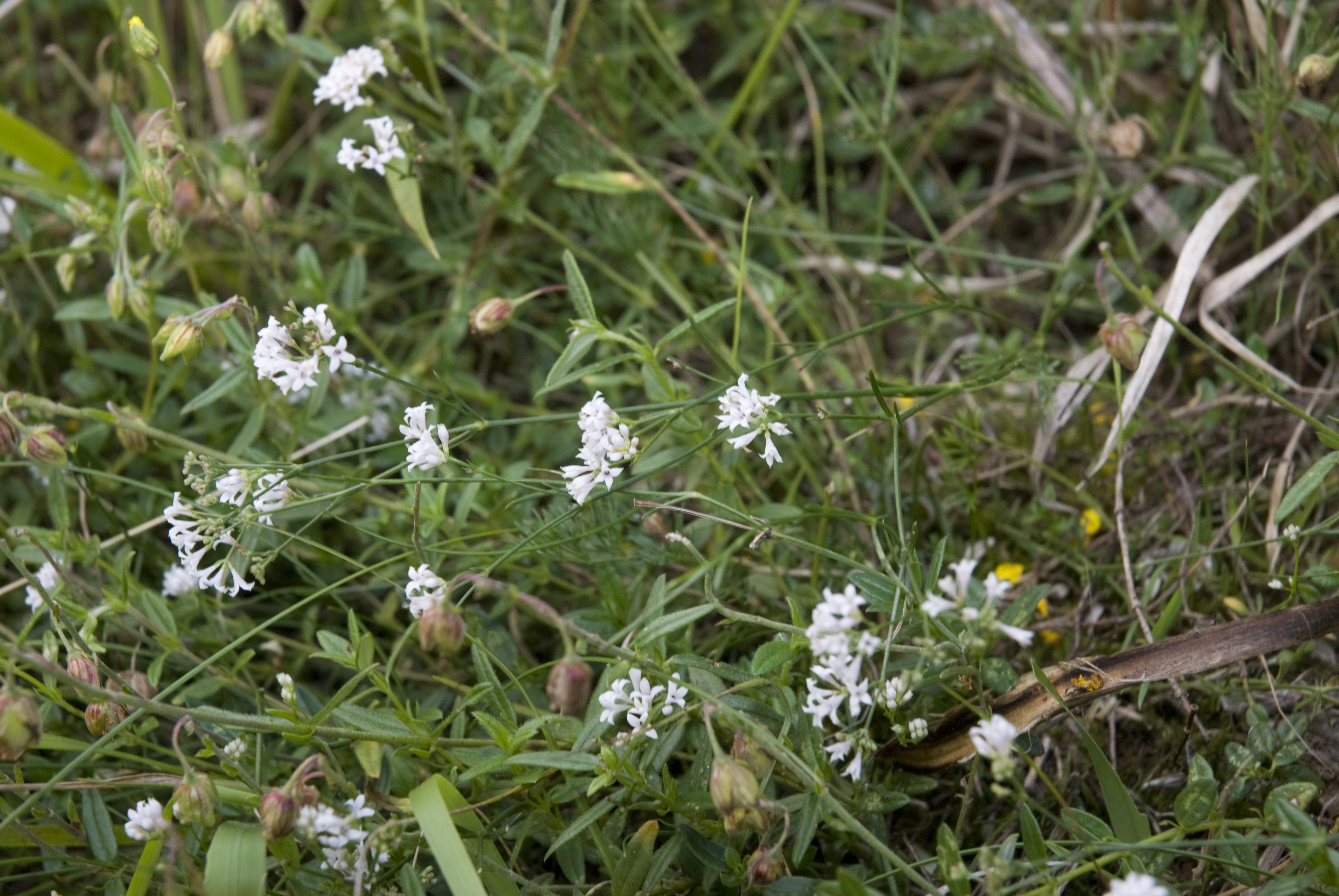
Vista de la planta

## Distribución y hábitat
Es nativa de Europa de la región del Mediterráneo. En España se encuentra en Cataluña, Castellón y Valencia. Crece en los matorrales abiertos, tomillares, normalmente sobre suelos calizos.

## Taxonomía
Asperula cynanchica fue descrita por Carlos Linneo y publicado en Species Plantarum 104, en el año 1753.
Etimología
Asperula: nombre genérico que significa "un tanto áspero",o bien  "diminutivo de asper"
cynanchica: epíteto
Subespecies aceptadas
- Asperula cynanchica subsp. cynanchica
- Asperula cynanchica subsp. occidentalis (Rouy) Stace
- Asperula cynanchica subsp. pyrenaica (L.) Nyman

Sinonimia
- Asperula papillosa Lange[4][5]
- Asperula collina Salisb.
- Galium cynanchicum (L.) Scop.[6]

subsp. cynanchica
- Asperula alpigena Schur
- Asperula alpina M.Bieb.
- Asperula arenicola Reut.
- Asperula aristata var. brachysiphon Lange
- Asperula aristata var. macrosyphon Lange
- Asperula bazargiciensis Prodán
- Asperula canescens var. glabra W.D.J.Koch
- Asperula capillacea (Lange) R.Vilm. ex Kerguélen
- Asperula kerneri Procupiu ex O.Deg.
- Asperula macroclada A.Huet
- Asperula minor Gray
- Asperula multiflora Lapeyr.
- Asperula pyrenaica var. ansotana (P. Monts. & L. Villar) L. Villar
- Asperula rubeola Gratel.
- Asperula rubeola Lam.
- Asperula semiamicta Klokov
- Asperula subalpina Schur
- Asperula tenuiflora Jord.
- Asperula trabutii Sennen
- Cynanchica tenuifolia Fourr.[7]

subsp. occidentalis (Rouy) Stace
- Asperugalium occidentale (Rouy) P.Fourn.
- Asperula occidentalis Rouy[8]

subsp. pyrenaica (L.) Nyman
- Asperula pyrenaica L.	[9]

## Nombres comunes
- Castellano: asperilla, asperilla de flor roja, aspérula, barrita de oro, cinánquica, hierba de la esquinancia, hierba de la inflamación, hierba de la próstata, hierba del cabrón, hierba del carbón, hierba tosquera, mataperros, palico de oro, palillo de oro, palito de oro, poleo, prima bregandia, rociadera puntiaguda, rompepiedras, rubilla de cruz, rubilla lisa encarnada, serpentina, varilla de oro, yerba de la esquinancia, yerba del cabrón, yerba tosquera.[4]

- Català: Herba prima